# 마리야나 이스칸더

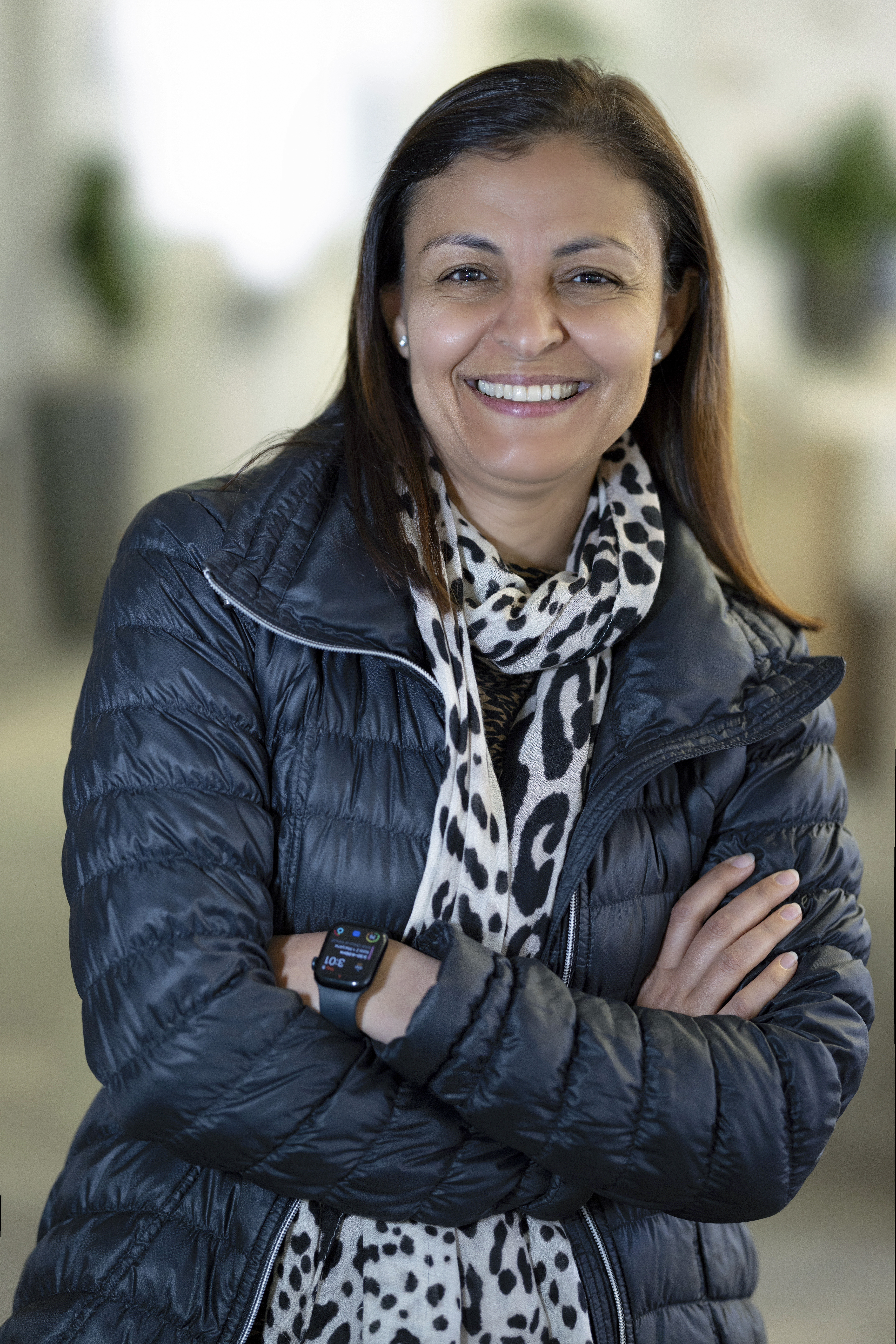
2022년 모습

마리야나 이스칸더(Maryana Iskander, 1975년 9월 1일 ~ )는 이집트 태생의 미국 사회 기업가이자 변호사이다. 2022년에 캐서린 마허의 뒤를 이어 위키미디어 재단의 최고경영자(CEO)가 되었다. 이스칸더는 이 직위 이전에 하람비 유스 임플로이먼트 액셀러레이터(Harambee Youth Employment Accelerator)의 CEO이자 뉴욕에 있는 플랜드페런트후드의 최고운영책임자(COO)였다.

## 어린 시절과 교육
이스칸더는 이집트 카이로에서 태어나 그곳에서 살다가 4살 때 가족과 함께 미국으로 이주했다. 그녀의 가족은 텍사스주 라운드록에 정착했다. 이스칸더는 해리 S. 트루먼 장학금으로 라이스 대학교에 입학했으며 1997년에 사회학 학사 학위를 우등으로 졸업했다.